# Werkraum Bregenzerwald
Werkraum Bregenzerwald er en sammenslutning af håndværkere og handlende i Bregenzerwald i den østrigske delstat Vorarlberg, der blev grundlagt i 1999.
Da foreningen blev grundlagt, var næsten en tredjedel af dens medlemmer tømrere. I 2009 var den vokset til Werkraum Bregenzerwald 90 håndværks-, design- og teknologivirksomheder.

## Filosofi og formål
Det tilbyder sine medlemmer støtte til produkt- og designinnovation, uddannelse og træning, samt bevarelse af byggetraditioner. Målet er at støtte og etablere netværk blandt håndværkere bidrager Werkraum Bregenzerwald for at bidrage til den regionale økonomiske og kulturelle udvikling. I dag er foreningen internationalt anerkendt som en model for nyt håndværk. 
"Vores initiativ er ikke en retrospektiv utopi, ikke et svar på en krise. Det er et fremtidsprogram for at sikre de unge [...] uafhængigt, konkurrencedygtigt arbejde og et autentisk liv."

– Werkraum Bregenzerwald 

## Werkraumhaus
Werkraumhaus åbnede i byen Andelsbuch i 2013. Huset blev udtænkt af den kendte schweiziske arkitekt Peter Zumthor og bygget af medlemmer fra Werkraum Bregenzerwald. Designet er baseret på to grundlæggende ideer: på den ene side fungerer den hal-lignende bygning som et mødested og på den anden side som et stort udstillingsvindue for håndværkskulturen i Bregenzerwald. Huset kostede 3,8 millioner Euro. 

Werkraumhaus huser temaudstillinger, workshops, konkurrencer og foredrag om håndværk og bygningskultur, men præsenterer også medlemmernes produkter. Der er også en butik og en café.

## Werkraum Lädolar
Der undervises i håndværk til børn og unge som en væsentlig del af konceptet for Werkraum. Werkraum Lädolar er en et mobilt display- og læringsmodul om håndverkslærlingeuddannelser. En Lädolar passer på de mest almindelige borde. Det er lærlinge, håndværksmestre og designere selv, der står for at udvikle og fremstille disse mobile undervisningsmoduler. En Lädolar kan bruges overalt, hvor der er behov viden om håndværkere og kan lånes efter anmodning.
Med Werkraum Lädolar modtog Werkraum Bregenzerwald en nominering til en designpris fra den østrigske stat i 2009.

## Præmier og hædersbevisninger
Werkraumhaus har modtaget tre arkitektpriser:
- BTV Bauherrenpreis 2013[13][14]
- ZV Bauherrenpreis 2014[15]
- 7. Vorarlberger Hypo-Bauherrenpreis 2015[16]

På 2016 UNESCO konferencen i Addis Abeba i (Etiopien) blev Werkraum Bregenzerwald medtaget i "UNESCOs kulturarv"sliste.